# Origenes (platonist)
Origenes (Grieks: Ὠριγένης Ōrigénēs) was een Grieks filosoof uit de 3de eeuw. Hij wordt de heiden genoemd om een verschil te maken met Origenes de Christene. Volgens sommige geleerden is er echter geen verschil omdat beide in dezelfde tijd leefden en beide leerling waren van Ammonius Saccas uit de School van Alexandrië.
Het is de filosoof Porphyrius in zijn boek het Leven van Plotinus, die een onderscheid maakt tussen de beide. Ook later zal de filosoof Proclus een onderscheid tussen hen maken.
Het enige aspect van zijn filosofische opvattingen dat bekend is, is dat hij niet het eerste principe van de werkelijkheid het Ene buiten het intellect en het zijn maakte, zoals Plotinus deed, maar dat het eerste principe het allerhoogste intellect en het primaire wezen was. Dat maakt hem een middenplatonist en geen neoplatonist zoals Plotinus.